# Patissa coenicosta
Patissa coenicosta là một loài bướm đêm trong họ Crambidae.